# Papilio troilus

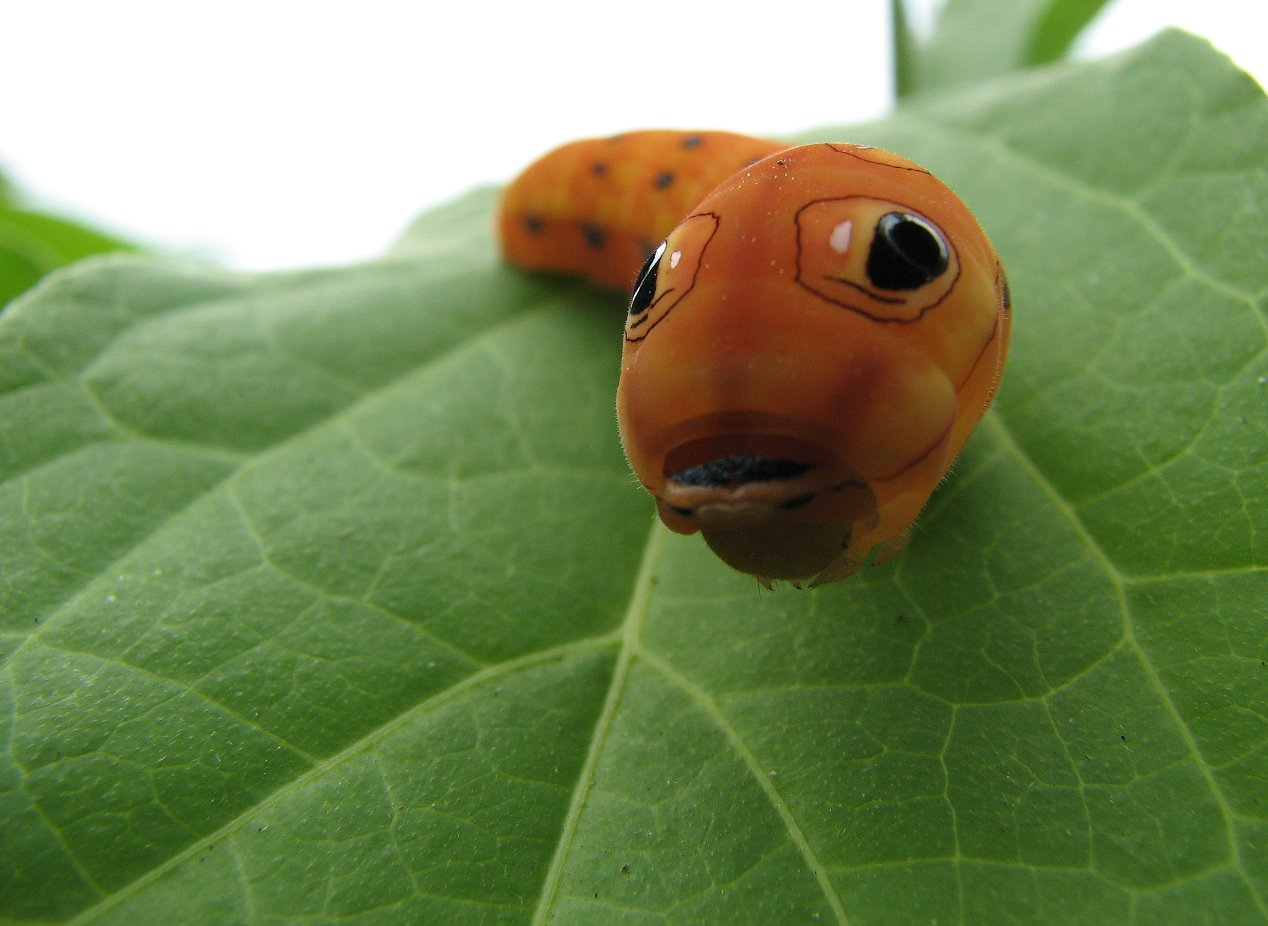
Nhộng giai đoạn cuối

Papilio troilus là một loài bướm thuộc họ Bướm phượng (Papilionidae). 
Loài Papilio troilus được mô tả năm 1758 bởi Linnaeus. Loài bướm Papilio troilus sinh sống ở Bắc Mỹ .

## Hình ảnh

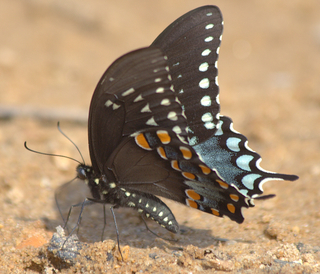
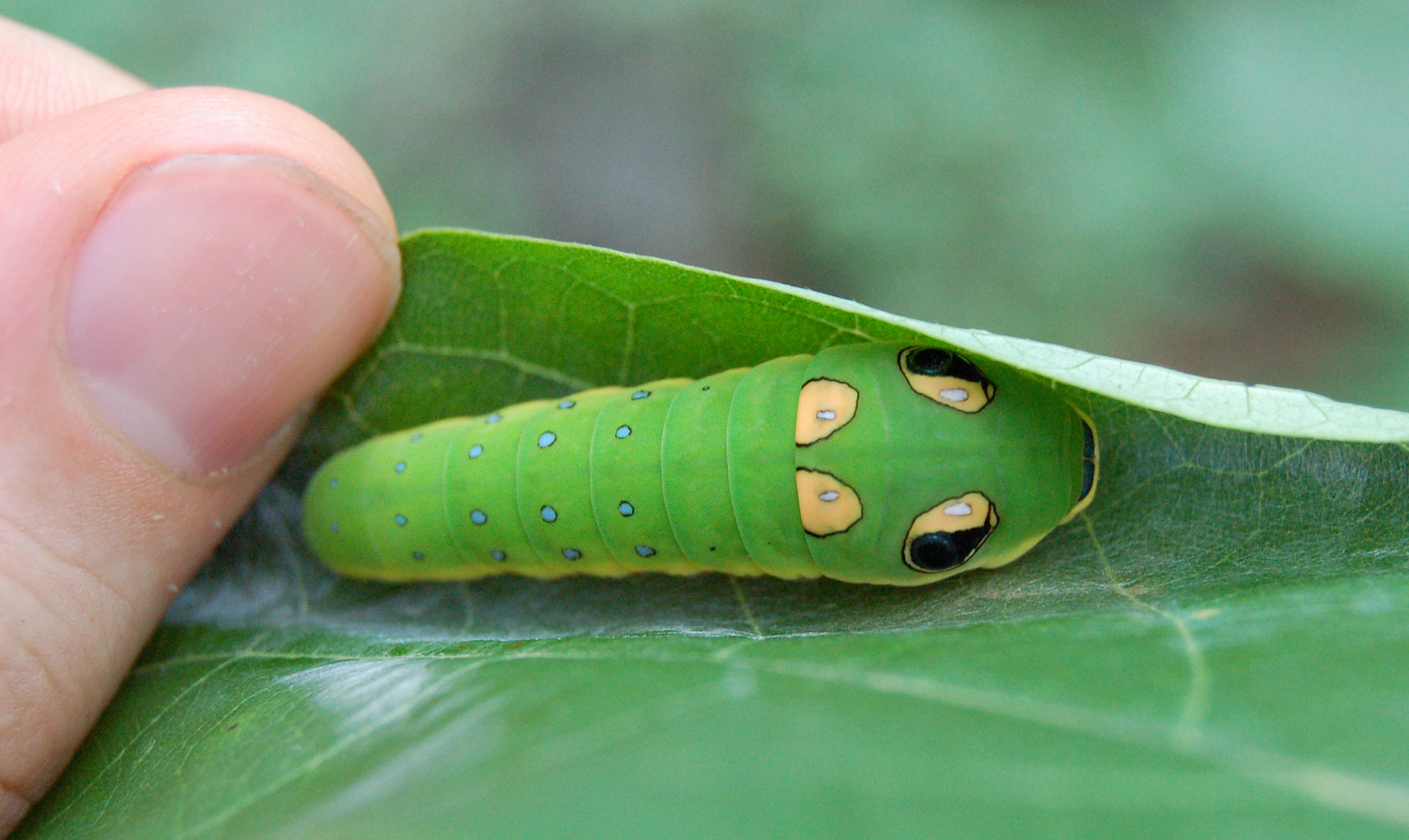
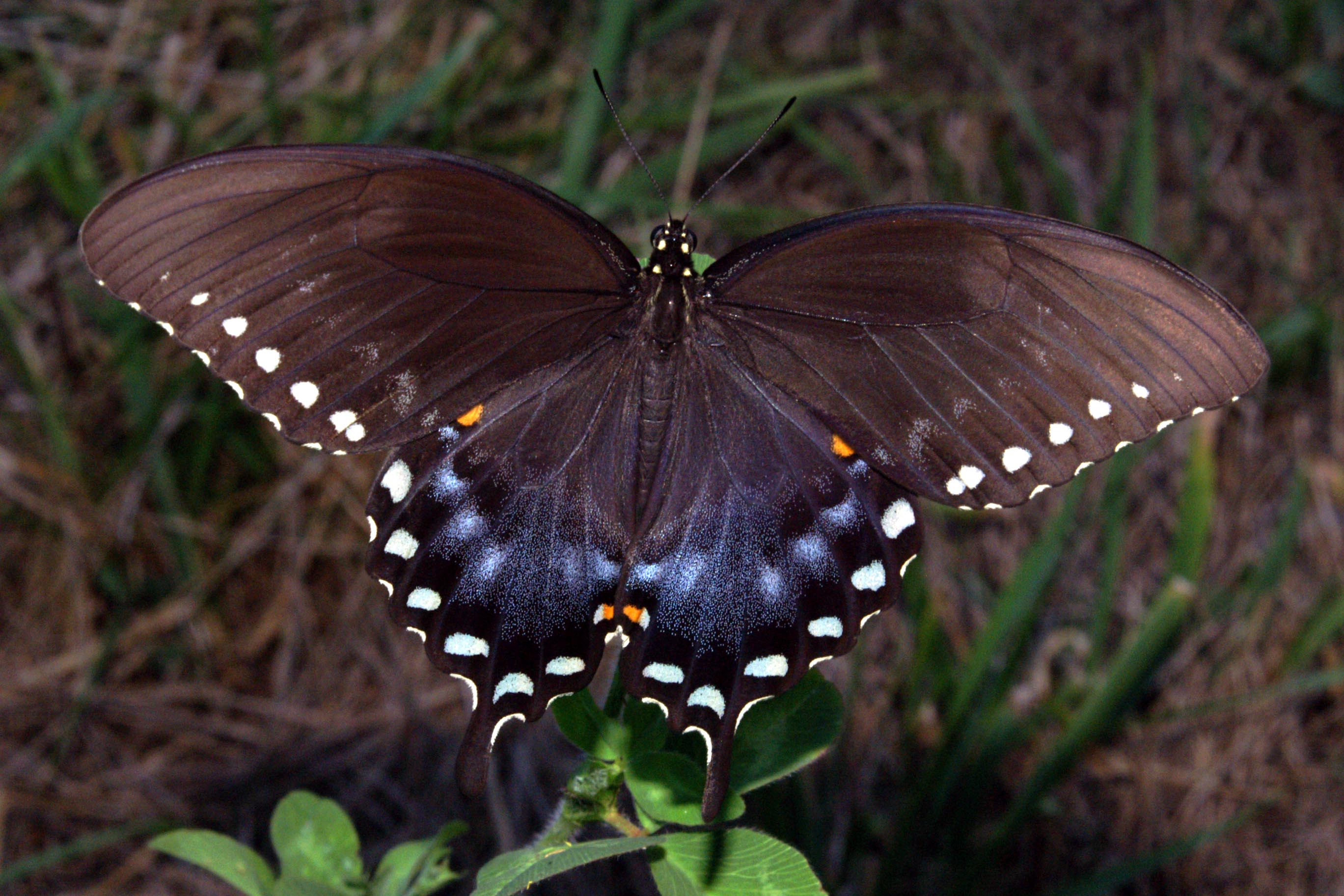
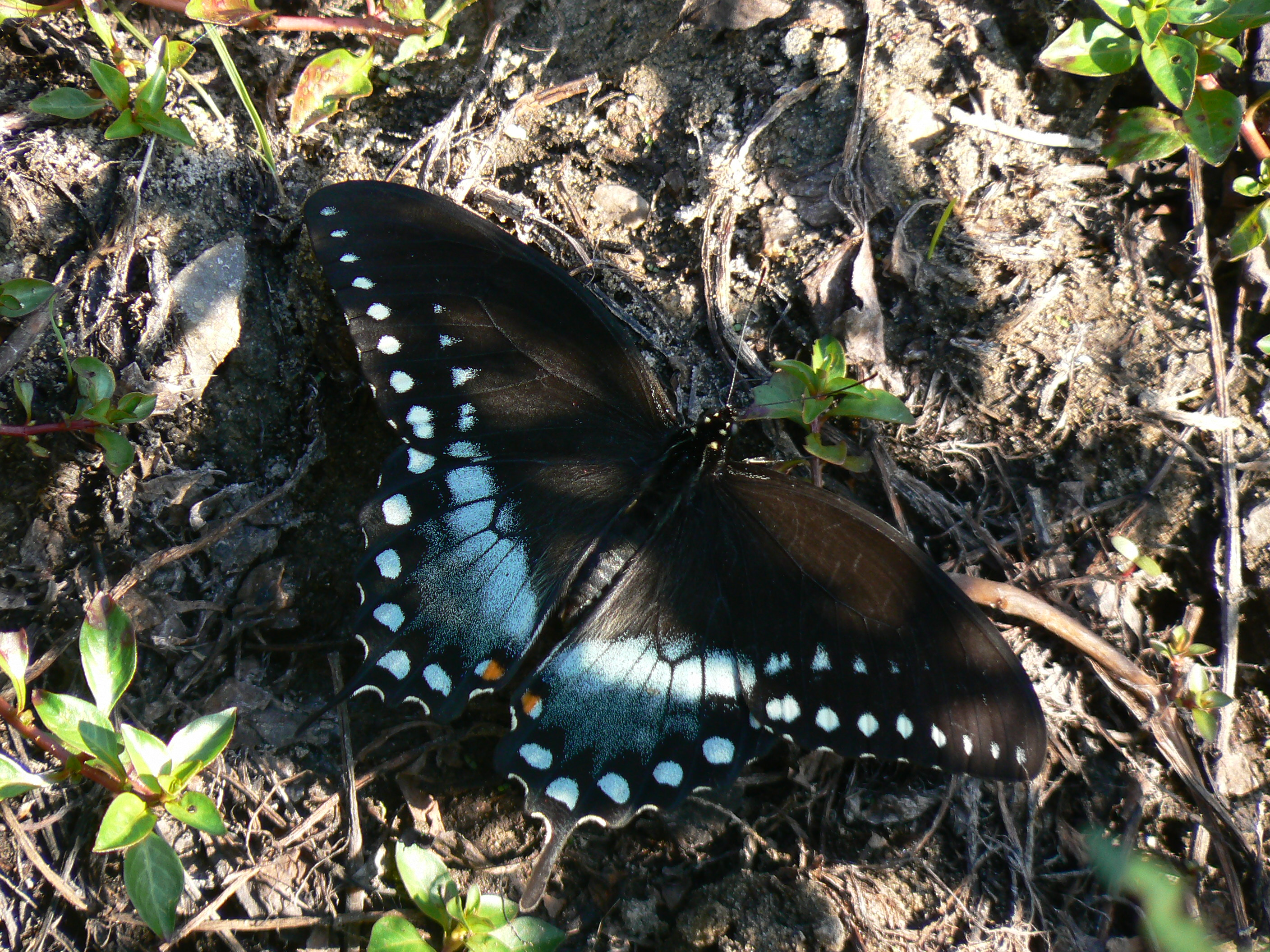